# Hylaeus glacialis
Hylaeus glacialis là một loài Hymenoptera trong họ Colletidae. Loài này được Morawitz mô tả khoa học năm 1872.